# Ibbenbürener Sandstein

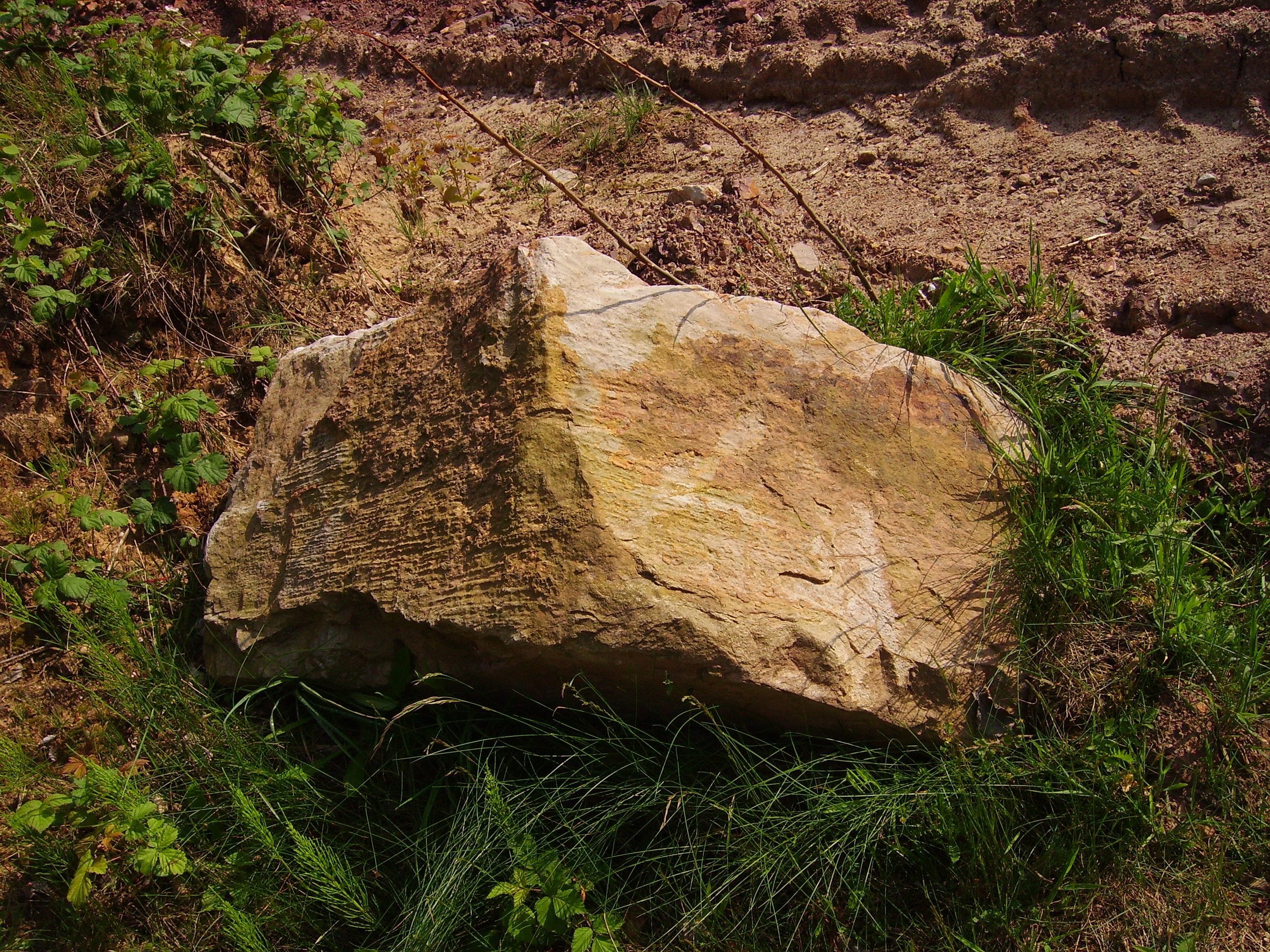
Einzelner, kräftig angewitterter Block aus Ibbenbürener Sandstein mit gut erkennbarer Horizontalschichtung. Am rechten oberen Rand des Blocks liegt relativ frisches, helles Material frei.

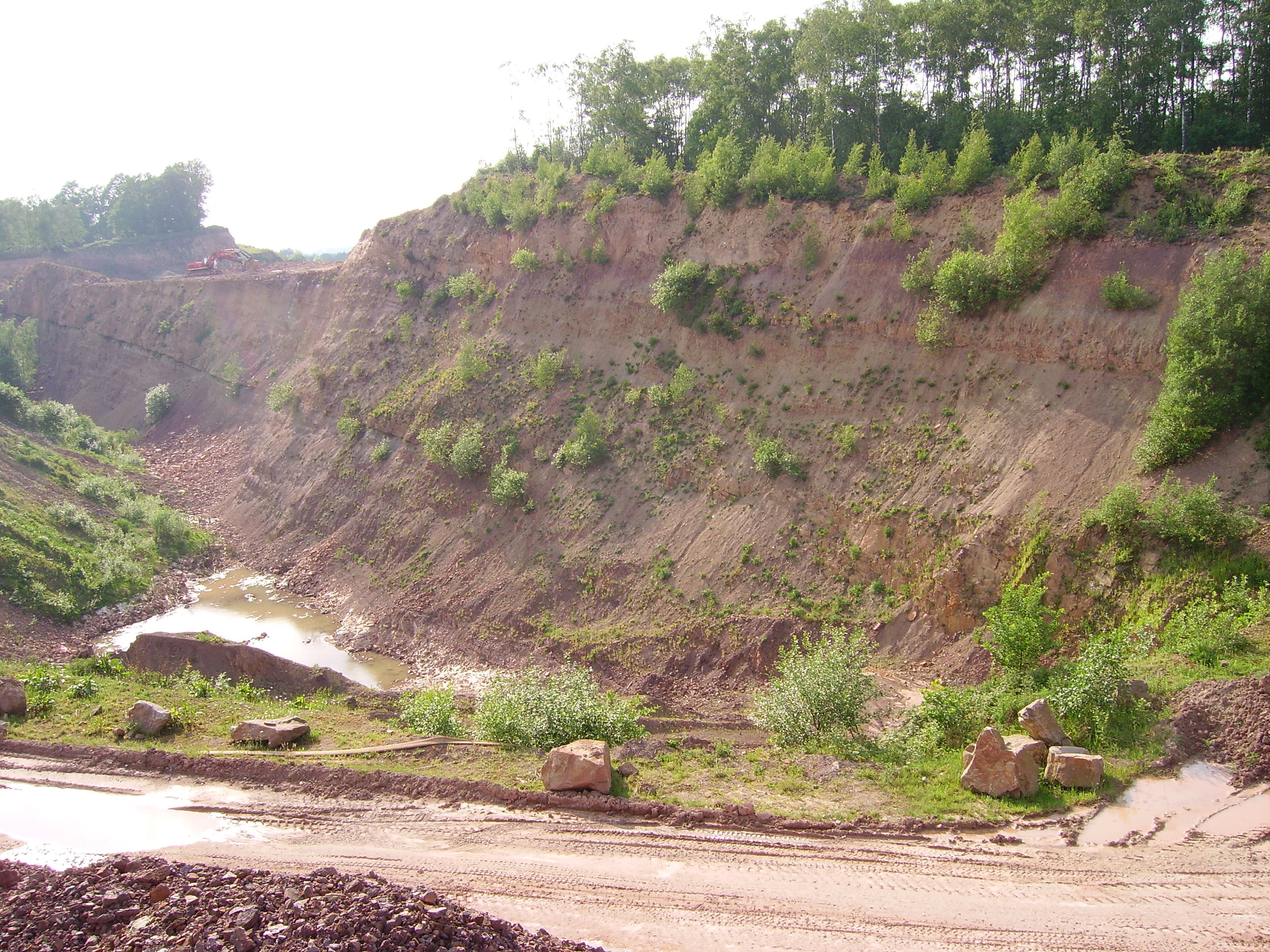
Steinbruch am Kälberberg in Obersteinbeck

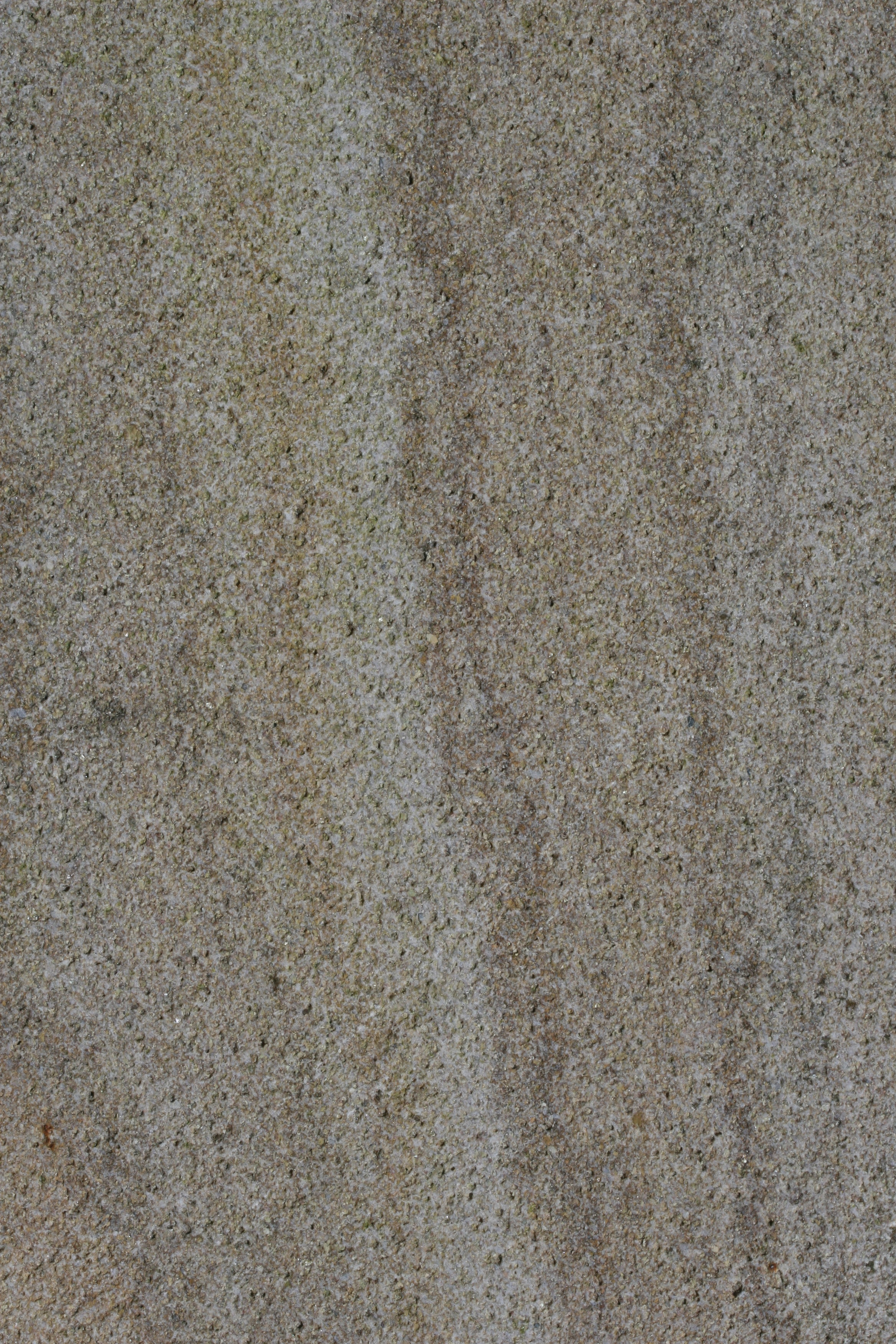
Ibbenbürener Sandstein, Muster mit polierter Oberfläche, ca. 24 × 15 cm

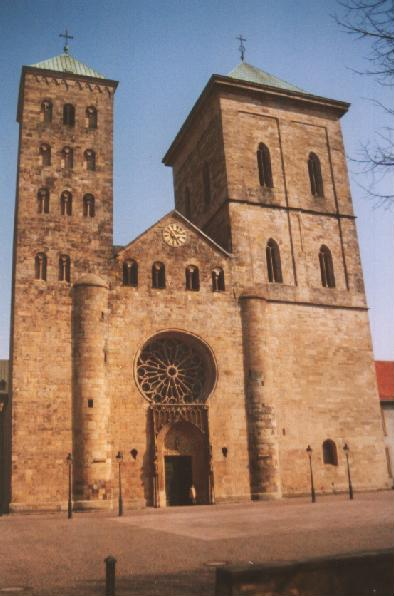
Dom in Osnabrück aus Ibbenbürener Sandstein

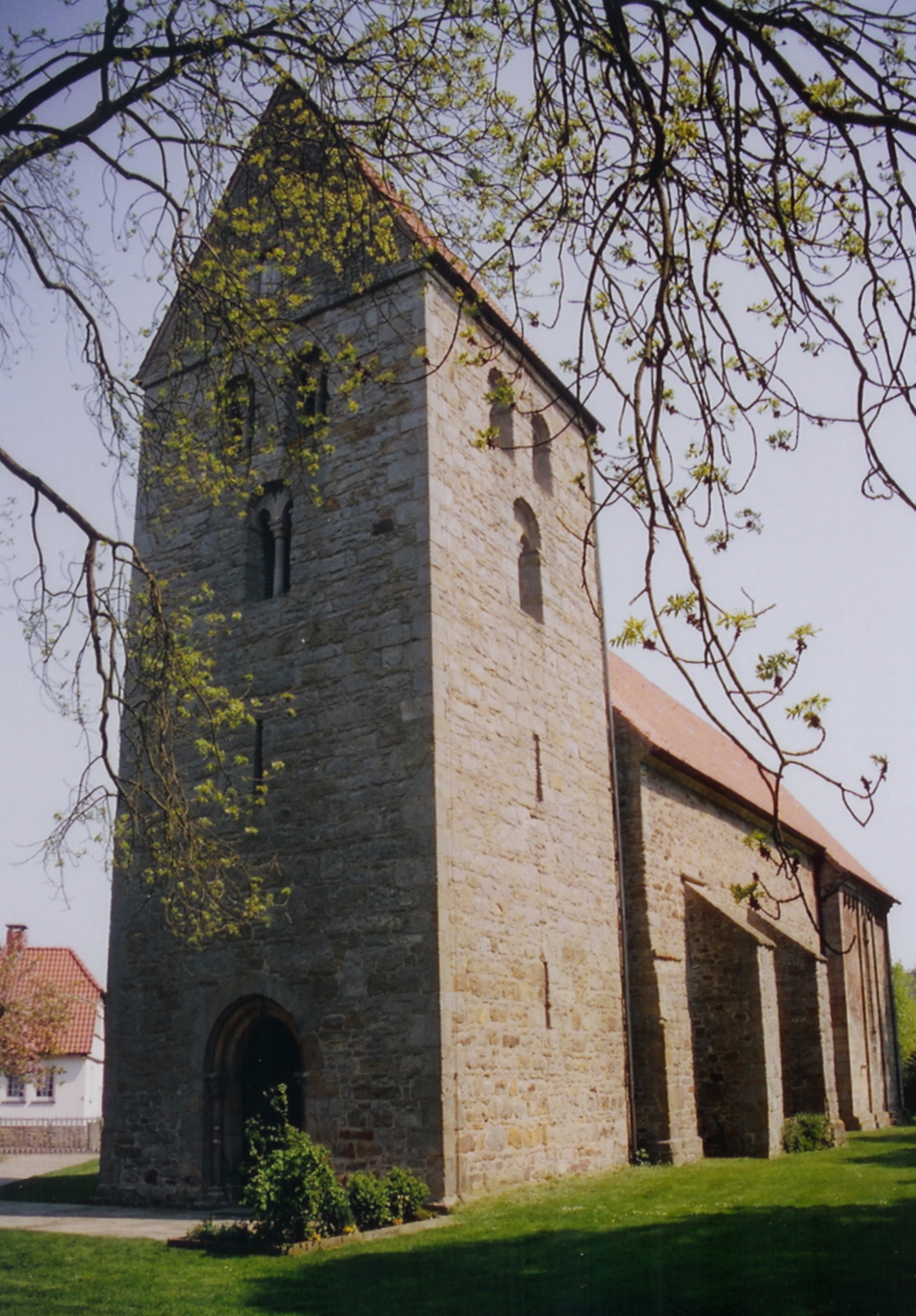
Die aus Ibbenbürener Sandstein errichtete Evangelische Kirche Recke

Der Ibbenbürener Sandstein (auch Kohlensandstein) ist ein Quarzsandstein aus dem Westfalium (Oberkarbon), der nach der Stadt Ibbenbüren im nördlichen Westfalen in der Region Tecklenburger Land benannt ist, da sich die einzigen oberirdischen Vorkommen nördlich der Stadt auf der Ibbenbürener Bergplatte befinden. Der Ibbenbürener Sandstein ist schon seit Jahrhunderten ein beliebtes Baumaterial. Er zeichnet sich durch hohe Verwitterungsresistenz aus. Er ist nicht zu verwechseln mit dem Osning-Sandstein, der südlich von Ibbenbüren im Teutoburger Wald vorkommt und aus der frühen Kreidezeit stammt.

## Vorkommen
Der Ibbenbürener Sandstein baut einen Großteil der Ibbenbürener Bergplatte auf, eines Höhenzuges unmittelbar nördlich von Ibbenbüren. Der Abbau findet hauptsächlich im Westteil dieses Höhenzuges statt, der auch Dickenberg genannt wird. Vor allem im Bereich der Orte Dickenberg, Uffeln, Püsselbüren, Steinbeck und Obersteinbeck sind Steinbrüche zu finden.

## Entstehung
Der Sand und der Kies, aus dem der Ibbenbürener Sandstein hervorging, wurde im Oberkarbons, vor etwa 300 Millionen Jahren im höheren Westfalium (Westfal C und D), am Nordrand des Vorlandbeckens des Variszischen Faltengebirges (Subvariszische Saumsenke) abgelagert. Danach wurden diese Sedimentschichten in eine gewisse Tiefe abgesenkt und zu einem Sedimentgestein verbacken. Infolge der Fernwirkung der Alpenentstehung wurde im Tertiär die Erdkruste in der nördlichen Umrandung des Münsterländer Beckens emporgehoben, sodass dort heute teilweise Schichten des Karbons, unter anderem der Ibbenbürener Sandstein, zutage treten. Für die Heraushebung der Ibbenbürener Bergplatte wird speziell auch der sogenannte Bramscher Pluton verantwortlich gemacht.

## Eigenschaften
Der Ibbenbürener Sandstein ist mittel- bis grobkörnig, bisweilen auch konglomeratisch ausgebildet, quarzzementiert und von hellgrauer, auch gelblicher oder bräunlicher Farbe. Seine Farbgebung reicht von grau über gelblich/rötlich bis hin zum Braunen. Aufgrund einer starken Farbstrukturierung erscheint seine Maserung bestimmend, was jedoch im Gesamtbild einen harmonischen Anblick ergibt.
Bei den Komponenten überwiegt der Quarz neben Gesteinsbruchstücken. Limonitausfällungen treten in Form von auffälligen konzentrischen Ringen, den sogenannten Liesegangschen Fällungsringen, auf. In den höchsten Schichten des Westfal D, die am Kälberberg im Abbau stehen, treten auch primär rote Farbtöne auf.
Bedingt durch Entstehung und geologische Zuordnung prägen kleine Löcher sowie Lehm-, Eisen-, Kiesel- und andere natürliche Einschlüsse den unverkennbaren Charakter des Ibbenbürener Sandsteins.
Die Druckfestigkeit reicht an die Werte grobkörniger Granite heran.

### Technische Werte
- Rohdichte 2,44 g/cm³;
- Wasseraufnahme (Atm.) 2,0 Gew.-%;
- Druckfestigkeit 120,7 N/mm²;
- Biegefestigkeit 7,6 N/mm²;
- Abriebfestigkeit -- cm³/50 cm²
- Ankerdornausbruchslast, mit Gleithülse bei 4 cm Stärke Fzul = 5 % Quantil/3 = 0,39 KN

## Verwendung
Der Ibbenbürener Sandstein wird zu Mauersteinen, Fenster- und Türgewänden, Verblendern, Blockstufen und Bodenplatten verarbeitet. Er ist frostbeständig und in Innen- und Außenbereich einsetzbar.
Bauten aus Ibbenbürener Sandstein:
- Die ev. Kirche in Recke wurde vor circa 800 Jahren aus diesem Sandstein gebaut, und man sieht bis heute so gut wie keine Verwitterungserscheinungen
- Dom St. Peter in Osnabrück
- Ev. Christuskirche Ibbenbüren Ende des 12. Jahrhunderts,
- Zahlreiche Gebäude in der Region und darüber hinaus

Die oftmals verbreitete Aussage, der Sockel der Freiheitsstatue in New York bestehe aus Ibbenbürener Sandstein, stimmt nicht. Laut einem offiziellen Schreiben der Stadt Ibbenbüren an die Stadt New York, wurde seitens der Stadt New York klargestellt, dass der Sockel der Freiheitsstatue nicht einmal aus Sandstein besteht.

## Ähnliche Gesteine
- Ruhrsandstein
- Piesbergsandstein